# Palestra (mitología)
En la mitología griega, Palestra (en griego Παλαίστρα, Palaístra, esto es, «lugar para la lucha», en relación a πάλη, pále, «lucha») es la personificación femenina de la lucha deportiva conocida como «palestra». Era hija de Hermes. Pero también Palestra, en otra versión, fue una amante de Hermes; en todo caso ambas tienen la misma etiología. La palestra de Olimpia fue, sin duda, la más famosa de la antigüedad, por su tamaño y belleza arquitectónica.

### Versión de Filóstrato
He aquí la llanura de Arcadia, la parte más bella de Arcadia, donde Zeus más se complace —Olimpia, la llamamos—; pero todavía no hay lucha ni afición por luchar, aunque pronto la habrá. Pues ahora Palestra, hija de Hermes, está ya en la flor de la edad y descubre la lucha en Arcadia; la Tierra se alegra con el hallazgo ya que el hierro como instrumento de guerra estará gozando de una tregua para los hombres, el estadio les parecerá más placentero que el campo de batalla y competirán unos con otros, desnudos. En cuanto al aspecto de Palestra, si quisiera ser un efebo, parecería una chica y, si quisiera ser una chica parecería un efebo: su cabello es demasiado corto para llevarlo recogido, la mirada no denota su sexo y con la ceja muestra desprecio tanto hacia los enamorados como hacia los luchadores. No le gusta nada de lo femenino, por lo tanto no quiere mantener la blancura de sus brazos, ella, en cambio, que habita en las profundidades del Ática, pide a Helios que la broncee, y el sol, con rayos moderados, pone en su piel un tono cobrizo. A Palestra le encanta el olivo porque proporciona el aceite para untarse antes de luchar y les gusta también mucho a los hombres.
Filóstrato define la gimnástica, una τέχνη (tékne), como la tarea del «gimnasta» o maestro de gimnástica, aquel que, en el gimnasio, enseña y prepara al atleta. Dice el autor que del mismo modo que el origen del arte del herrero se encuentra en el hierro y en el bronce, o el de la agricultura en la tierra y sus productos, o el de la navegación en el mar, igualmente hemos de considerar que la gimnástica tiene un origen y un desarrollo común al del ser humano. La tradición cuenta que, cuando la gimnástica aún no existía como tal, existía Prometeo, y Prometeo fue el primero en practicarla, y Hermes, más tarde, también la practicó con otros, agradeciéndole a Prometeo el hallazgo; por eso, la primera palestra fue la de Hermes; por otro lado, se creía que, como Prometeo había modelado con agua y arcilla a los hombres a imagen suya, éstos aprendieron ya a ejercitarse en el fango, porque aquella práctica hizo que sus cuerpos fueran apropiados y suficientemente robustos para las prácticas atléticas.

### Versión de Servio
Palestra era también el nombre de una joven, amante de Hermes. Dicha joven, Palestra, hija de Córico, rey de Arcadia, confió al dios el descubrimiento de la lucha que habían hecho sus hermanos Plexipo y Éneto. A Hermes le gustó aún más el nuevo juego que, tras introducir algunas mejoras, lo presentó a todo el mundo como su propio invento. Plexipo y Éneto se enteraron por Palestra de que su invento había sido divulgado e informaron del asunto a Córico. Éste se enfadó con sus hijos y les ordenó que castigaran al ladrón. Encontraron a Hermes durmiendo en una montaña y lo descuartizaron, por lo que se cree que la montaña recibió el nombre de Cilene (etimología popular basada en κυλλός, kyllós, «tullido»), y por eso las hermas no tienen brazos. Hermes se quejó de esto a Zeus y finalmente hizo descuartizar a Córico y recoger sus restos en una bolsa. Para conmemorar a Palestra, hizo que su nombre se refiriera al arte de la lucha.

### Versión delEtymologicum Magnum
En el Etymologicum Magnum se dice que Palestra era hija de Pandoco, un hombre que vivía en la encrucijada de tres caminos, y mataba a todos los transeúntes. Sucedió que Hermes le hizo una visita y lo asfixió, a instigación de Palestra. Dos etimologías populares se han creado para este episodio: una deriva de la palabra πάλη, palē, «lucha», del nombre de Palestra, y otra que consideraba que la palabra πανδοκεία, pandokeía «acto o hábito de acoger a todo invitado» procedía del nombre de Pandoco.